# Sitterviadukt (Südostbahn)

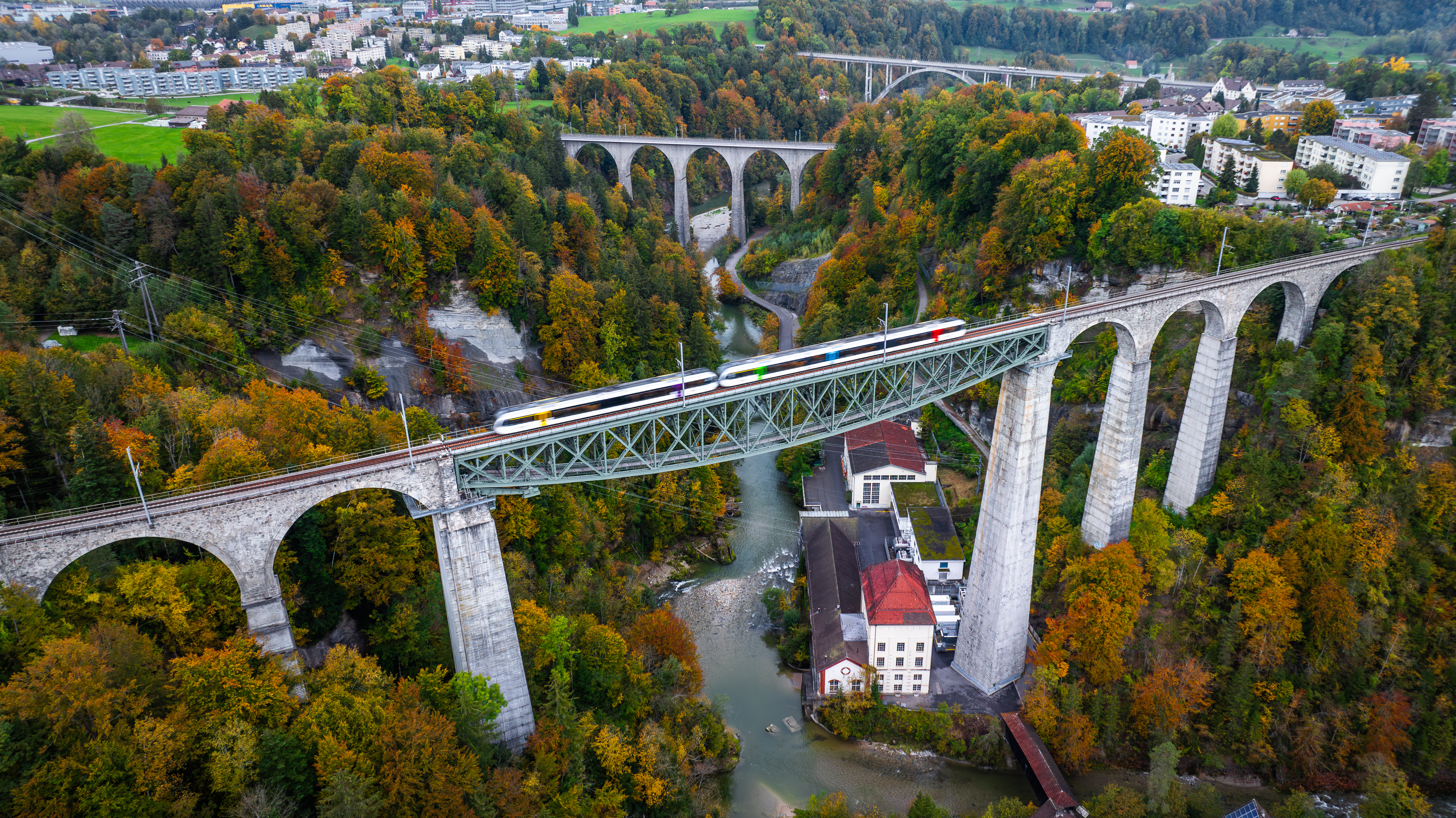
Sitter Viadukt

Das Sitterviadukt ist eine eingleisige Eisenbahnbrücke der Südostbahn (SOB) über die Sitter bei St. Gallen. Sie gehört zur Bahnstrecke St. Gallen–Wattwil, die unter anderem vom Voralpen-Express befahren wird. Der 365 Meter lange Viadukt der ehemaligen Bodensee-Toggenburg-Bahn (BT) ist mit 99 Metern Höhe die höchste Eisenbahnbrücke der Schweiz.

## Lage
Unter dem Sitterviadukt der SOB liegt das Maschinenhaus des Elektrizitätswerkes Kubel, die Mündung der Urnäsch und die hölzerne Kubelbrücke, über die der St. Galler Brückenweg führt. Rund 400 Meter flussabwärts befindet sich die Sitterbrücke der SBB. Die Sitter bildet unter dem Viadukt die Grenze zwischen den Kantonen St. Gallen und Appenzell Ausserrhoden.

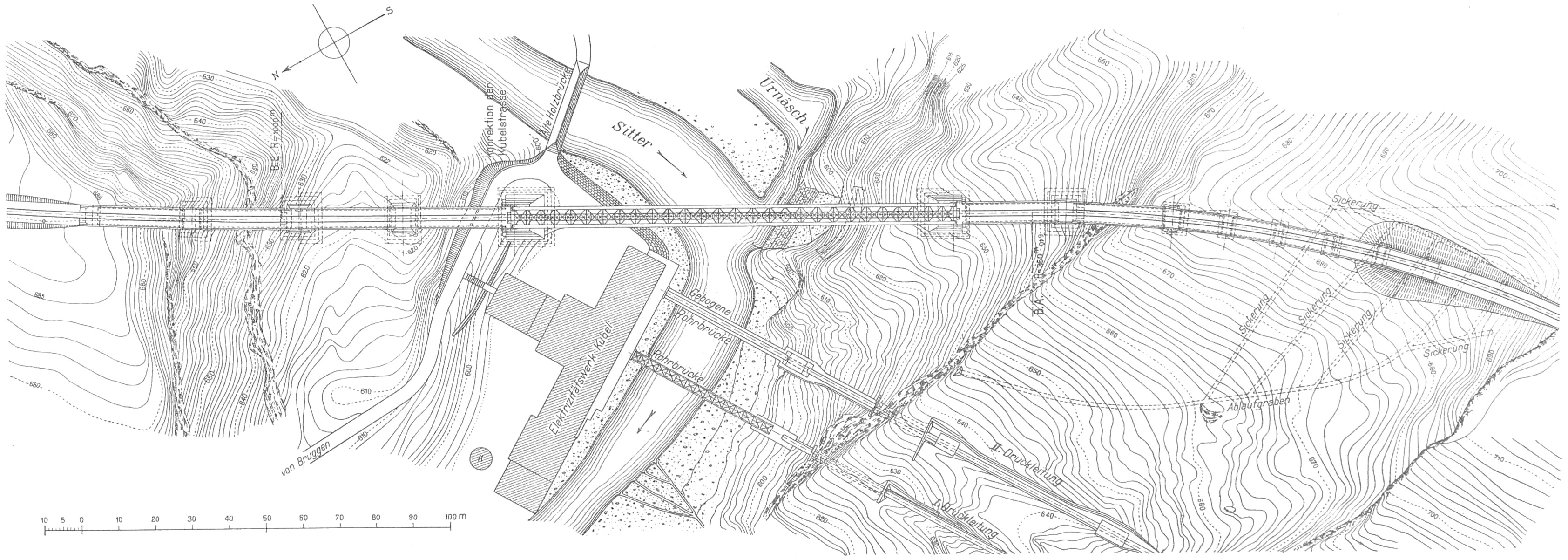
Grundriss des Sitterviadukts und des Kraftwerkgebäudes

## Beschreibung

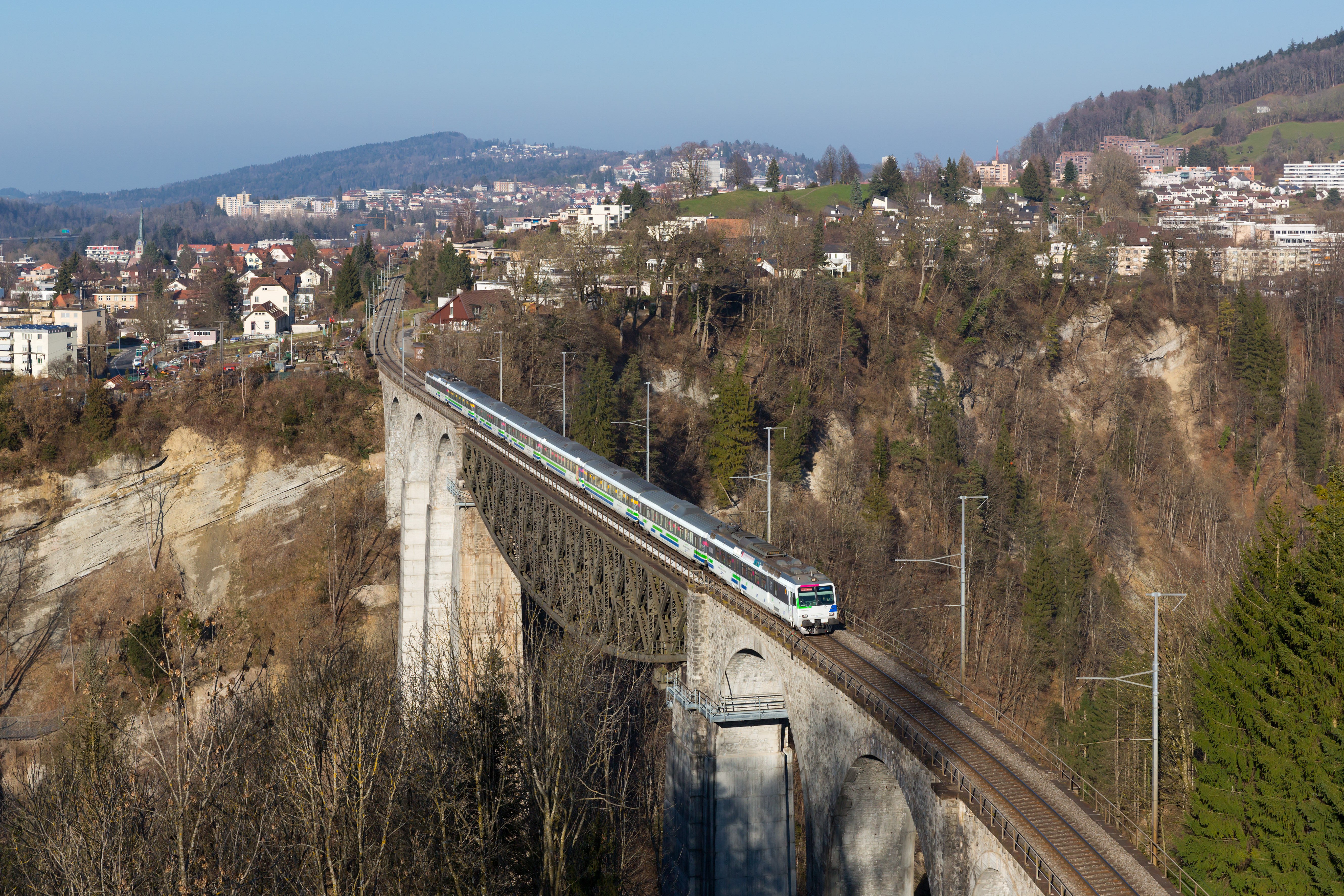
Voralpenexpress auf dem Sitterviadukt. Deutlich erkennbar sind die beiden Kurven hinten auf der Seite St. Gallen Haggen und vorne Richtung Herisau.

Der Viadukt besteht aus zwei Vorlandbrücken aus Steingewölben und einem dazwischen liegenden 120 Meter langen stählernen genieteten Einzelfachwerkträger mit einem nach unten gewölbten, maximal 12,5 Meter hohen Halbparabelträger (Fischbauchträger). Der Fachwerkträger ist bis heute der am weitesten gespannte Träger einer schweizerischen Eisenbahnbrücke. Die Brücke liegt in ihrer gesamten Länge in einer Steigung von 16 Promille. Auf der Seite Herisau folgen dem eisernen Zwischenträger zwei gemauerte Bogen mit Öffnungen von 25 Metern und fünf Bogen von 12 Metern, die sich in einer Kurve von 350 Metern Radius befinden. Auf Seite St. Gallen sind es in einer Kurve von 1000 Metern Radius vier Bogen mit 25 Metern Weite. Alle Pfeilerfundamente konnten auf Nagelfluh abgesetzt werden. Der unmittelbar neben dem Kubelkraftwerk erbaute Pfeiler gilt mit 93 Metern Höhe als höchstes Bauwerk der Stadt St. Gallen. Am beweglichen Auflager auf Seite Herisau ist das Gleis mit einer Dilatationsvorrichtung versehen, die eine Ausdehnung des Fachwerkträgers von 140 Millimetern erlaubt.
Der Viadukt ist ein Kulturgut von nationaler Bedeutung mit KGS-Nummer 17031.

## Planung
Die ursprünglich geplante gerade Linienführung musste wegen Einsprache des Elektrizitätswerks Kubel aufgegeben werden, wodurch südwestlich des Viadukts zusätzlich der Bau des 247 Meter langen Sturzeneggtunnels notwendig wurde. Die Überbrückung des Sittertobels sprengte den üblichen Rahmen einer Privatbahn. Für das Vorhaben wurden drei unterschiedliche Projekte ausgearbeitet:

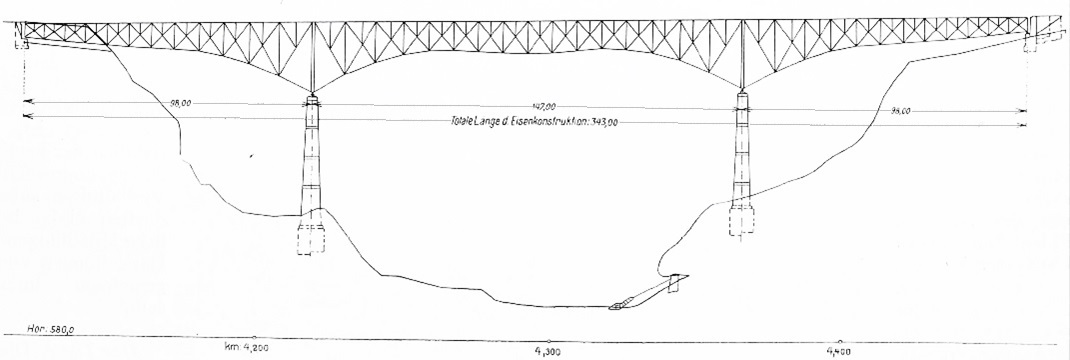
Eine stählerne Kragträgerbrücke mit zwei Endöffnungen von 98 Metern Weite und einer Mittelöffnung von 147 Metern.
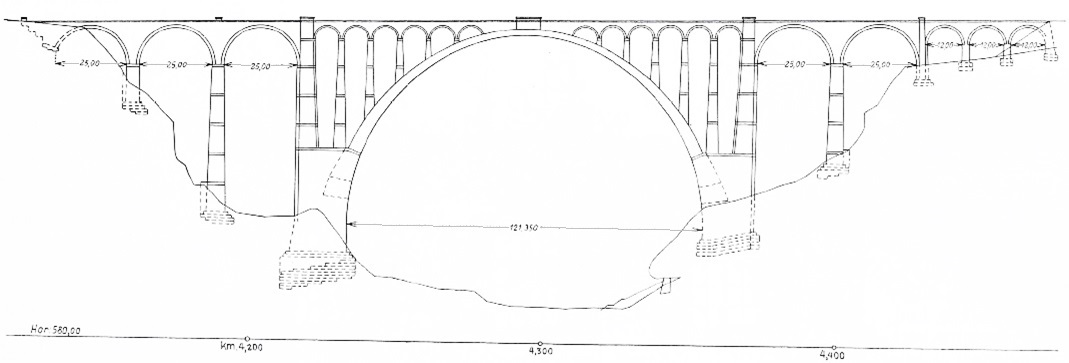
Eine Steinbogenbrücke mit einem Hauptbogen von 121,35 Metern und beidseits anschliessenden Gewölben von 25 und 12 Metern Spannweite.
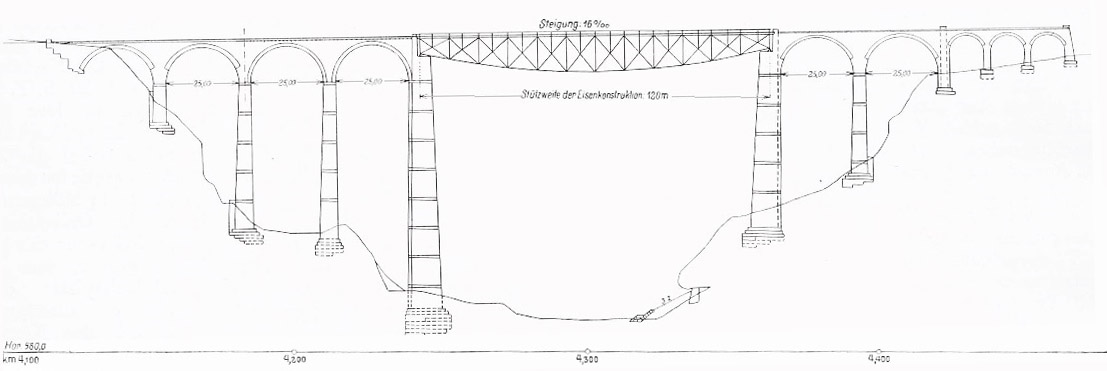
Eine Brücke mit stählernem Halbparabel-Fischbauchträger von 120 Metern Spannweite und anschliessenden Gewölben von 25 und 12 Metern Spannweite.

Die Wahl fiel den Verantwortlichen nicht leicht. Die beiden ersten Projekte hätten grosse Mehrkosten verursacht. Beim zweiten Projekt tauchten zudem Bedenken wegen der grossen Spannweite des Hauptbogens auf. So wurde das Projekt mit stählernem Fachwerkträger und anschliessenden Gewölben realisiert. Wegen Dammrutschungen südwestlich des Viadukts musste das Bauwerk um zwei Bogen von je 12 Metern Spannweite erweitert werden. Die Brücke kostete die damals stolze Summe von 1,55 Millionen Franken.

## Bau

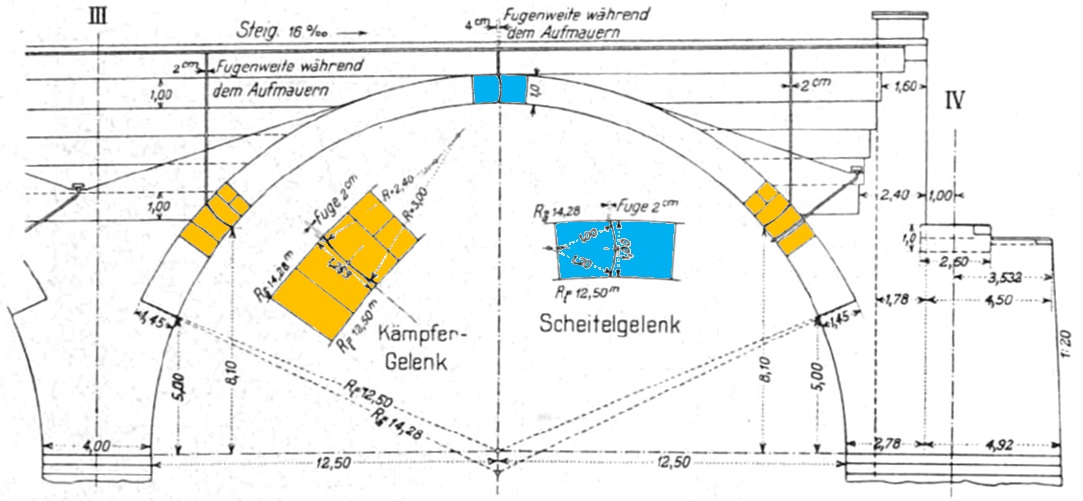
An Fachwerkträger anschliessendes Gewölbe mit Dreigelenkbogen: Die beiden Kämpfergelenke sind orange, das Scheitelgelenk hellblau gefärbt.

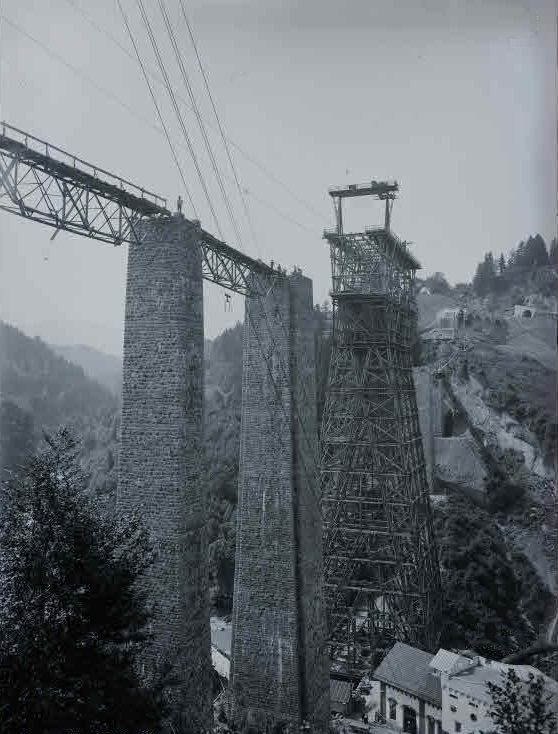
Im Juni 1909 war der Bau des über 75 Meter hohen Gerüstturms für die Montage des Fachwerkträgers abgeschlossen.

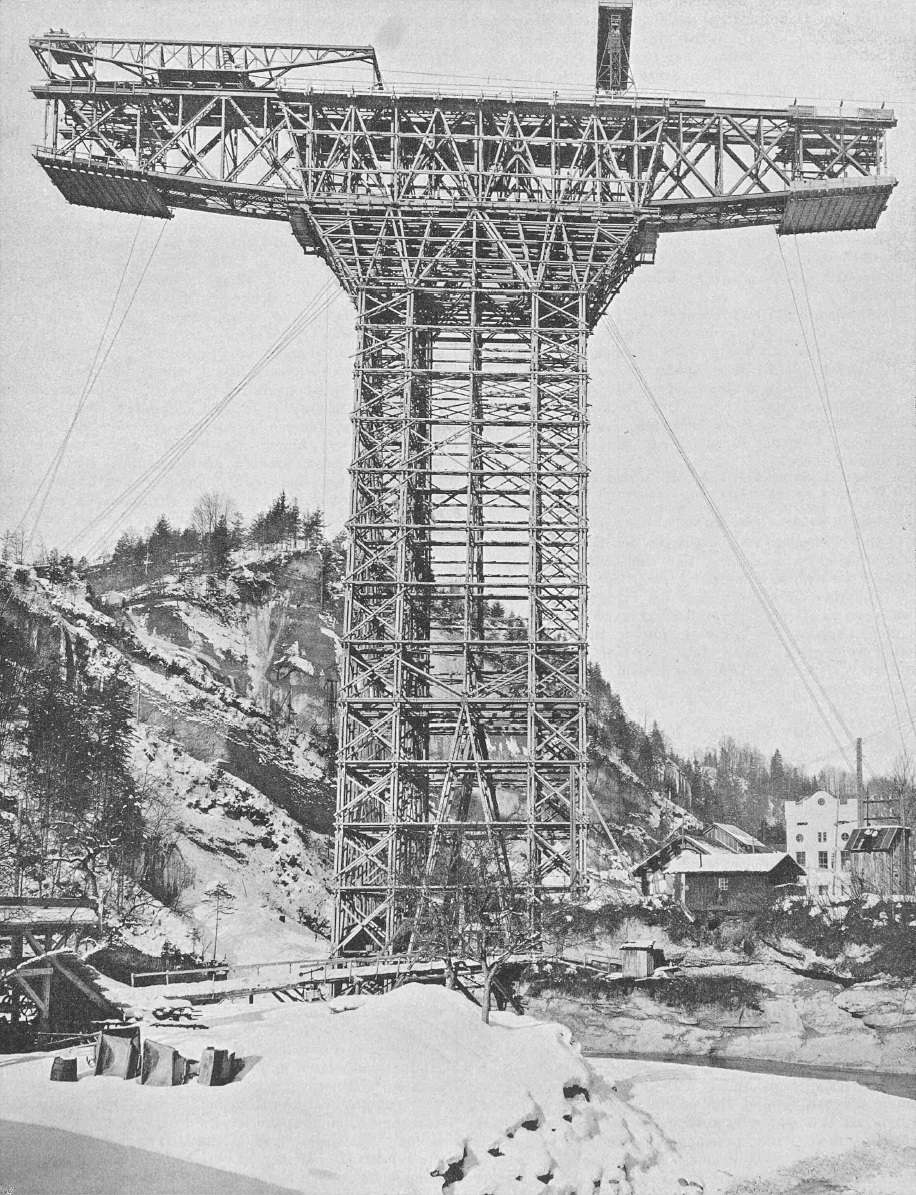
Hölzerner Gerüstturm zur Montage des Fachwerkträgers im Februar 1910.

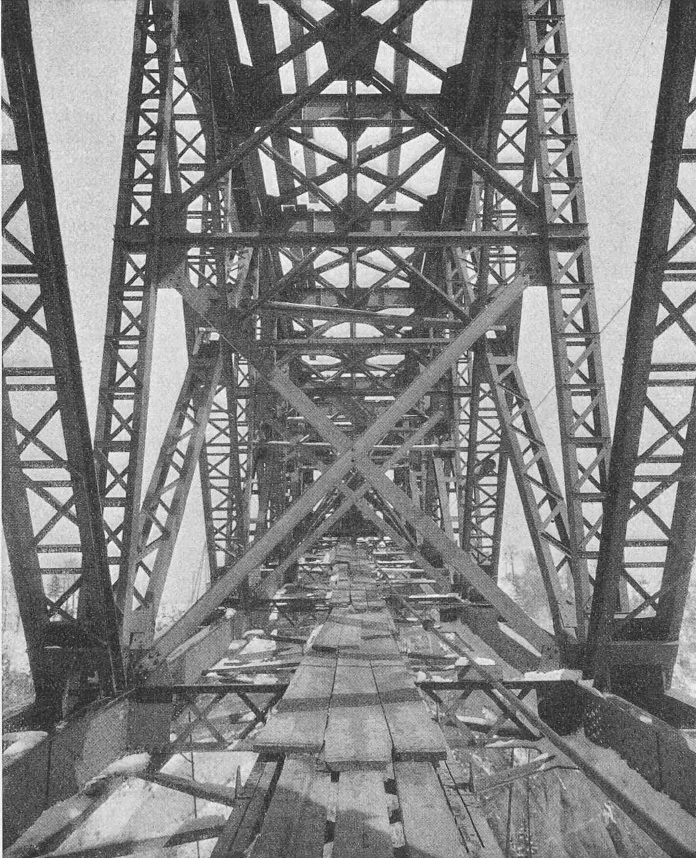
Blick in das Innere des Zwischenträgers.

Das Material für den Bau der Brücke wurde mit einer Feldbahn vom Güterbahnhof St. Gallen zum östlichen Brückenkopf gebracht. Die Steingewölbebrücken mit 26'000 m³ Mauerwerk wurden auf damals herkömmliche Art mittels zweier talüberspannender Materialseilbahnen und weiterer Seilbahnen erstellt. Die Arbeiten wurden erschwert durch die Gebäude des Kubelkraftwerks und durch die nachträgliche Verlängerung des Viaduktes auf Seite Herisau.
Die Pfeiler und Stirnmauern bestehen aus Schrattenkalk aus Hohenems. Für das Innere der Brücke verwendete man Sandstein aus Staad und Wienacht. Sand und Kies wurden in der Urnäsch und Sitter direkt gewonnen und mit zwei Steinbrechern verarbeitet. Für das Ausmauern der Gewölbe mit Kalksandstein aus Regensberg wurden Lehrgerüste erstellt, die sich beidseits auf in die Pfeiler eingemauerte stählerne Träger abstützten. Die beiden an den stählernen Fachwerkträger anschliessenden Gewölbe wurden als Dreigelenkbogen mit zwei Kämpfer- und einem Scheitelgelenk ausgebildet, um Risse im Mauerwerk zu vermeiden.
Für den Einbau des 920 Tonnen schweren Fachwerkträgers erstellte der bekannte Zimmermeister Richard Coray in der Brückenmitte vom Sommer 1908 bis Frühling 1909 einen hölzernen Gerüstturm mit einer Gesamthöhe von 97,15 Metern. Im Turm war ein Lift für zehn bis zwölf Personen mit einer Förderhöhe von 78,5 Metern. Die Ausmasse des Gerüstturms waren imposant. Für seinen Bau wurden 1650 m³ Holz verwendet, und er erreichte ein Gewicht von nahezu 1400 Tonnen. Im November 1909 widerstand der Gerüstturm und die Brücke orkanartigen Herbststürmen.
Im Herbst 1909 begann die Bell Maschinenfabrik in Schwindel erregender Höhe mit der Montage des Fachwerkträgers. Die Flusseisenplatten nietete man mit vorbereiteten rotglühenden Nieten zusammen. Sobald der stählerne Zwischenträger fertiggestellt war, setzte man ihn auf die Hauptpfeiler ab. Er liegt auf vier Granitquadern von je 13,5 Tonnen Einzelgewicht. Sein Absetzen und Einpassen auf die Widerlager in luftiger Höhe erforderte ausgeklügelte, mutige und präzise Ingenieursarbeit.

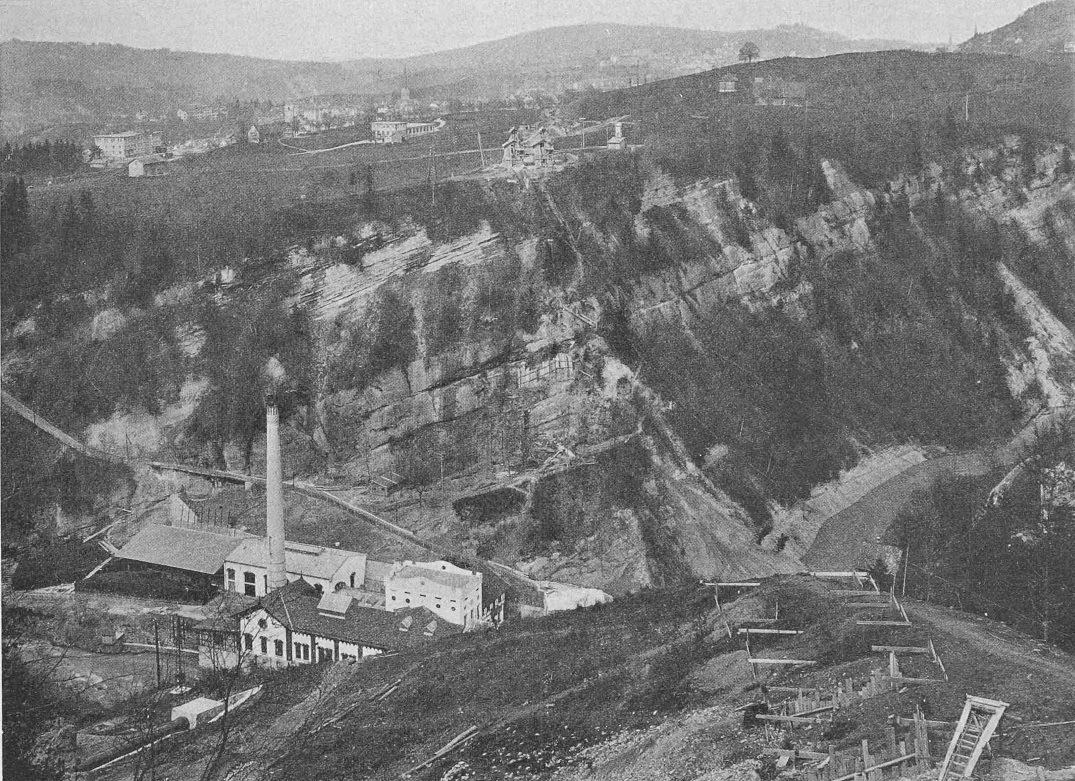
Blick vom Widerlager Seite Herisau zu Beginn der Bauarbeiten am 5. Mai 1908
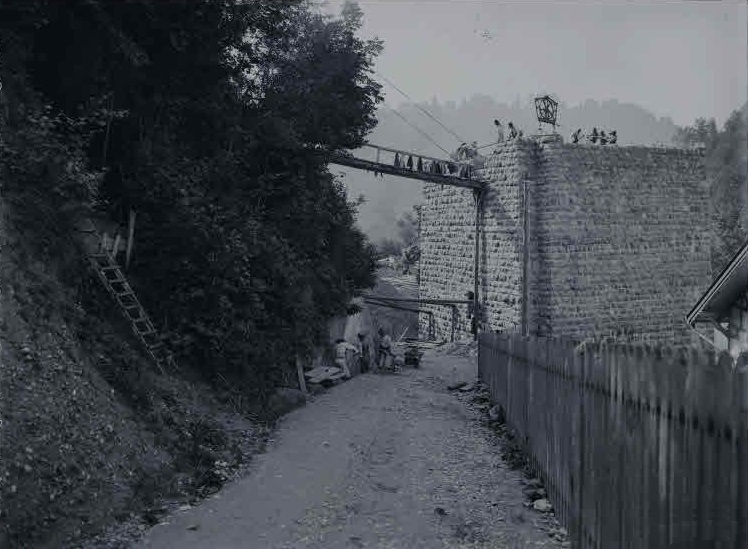
Errichtung eines Pfeilers im Juli 1908. Die Steine werden mit Hilfe eines Lastenzugs transportiert.
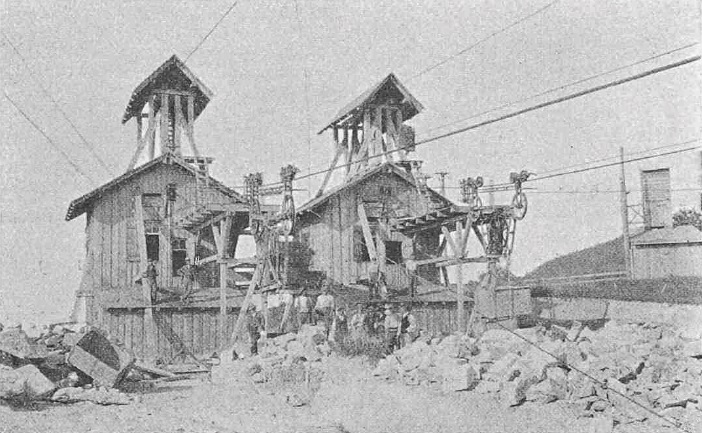
Elektrische Antriebsstationen der beiden über das Sittertobel führenden Materialseilbahnen.
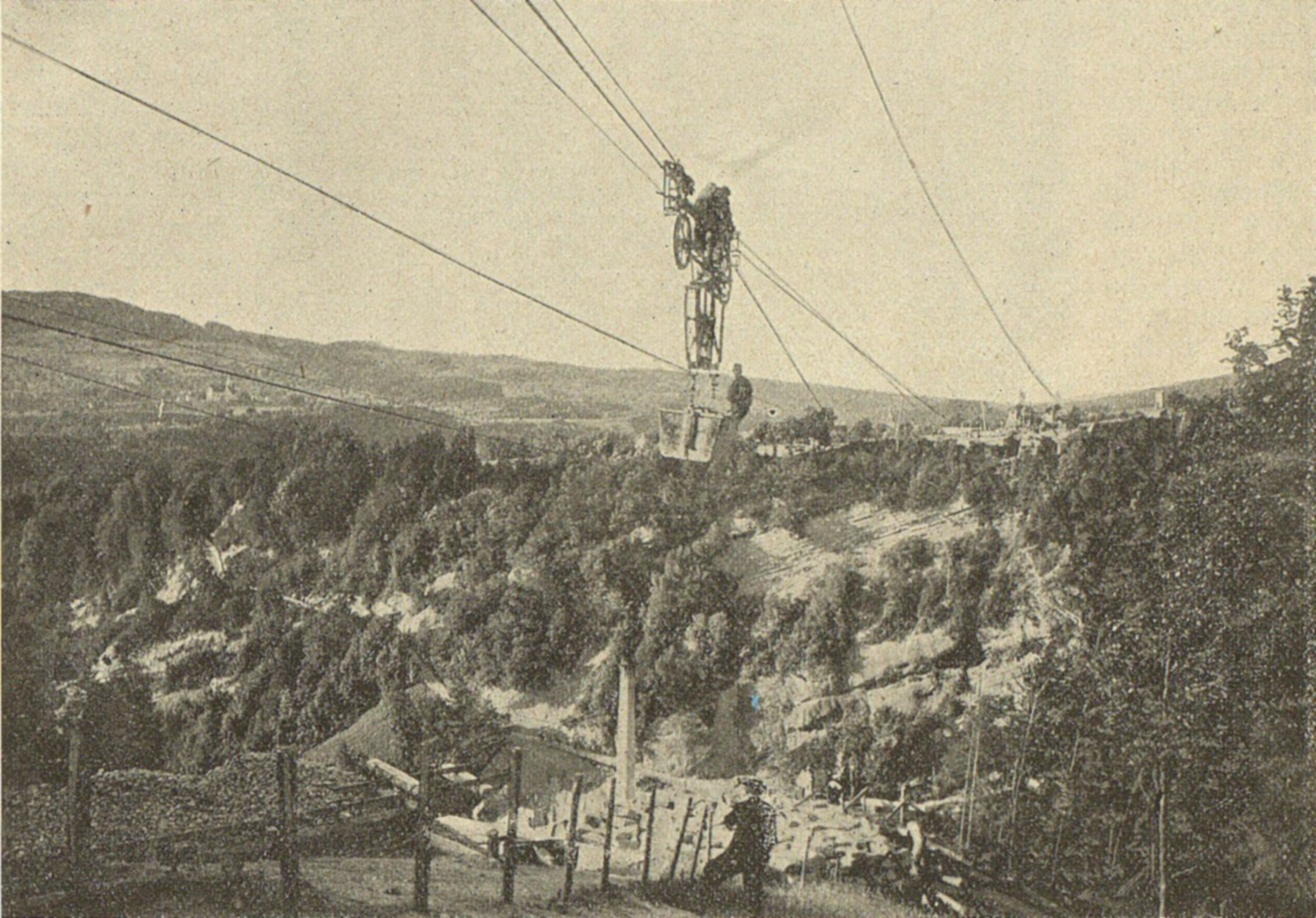
Eine Güterlore der Materialseilbahn auf der Seite Herisau.
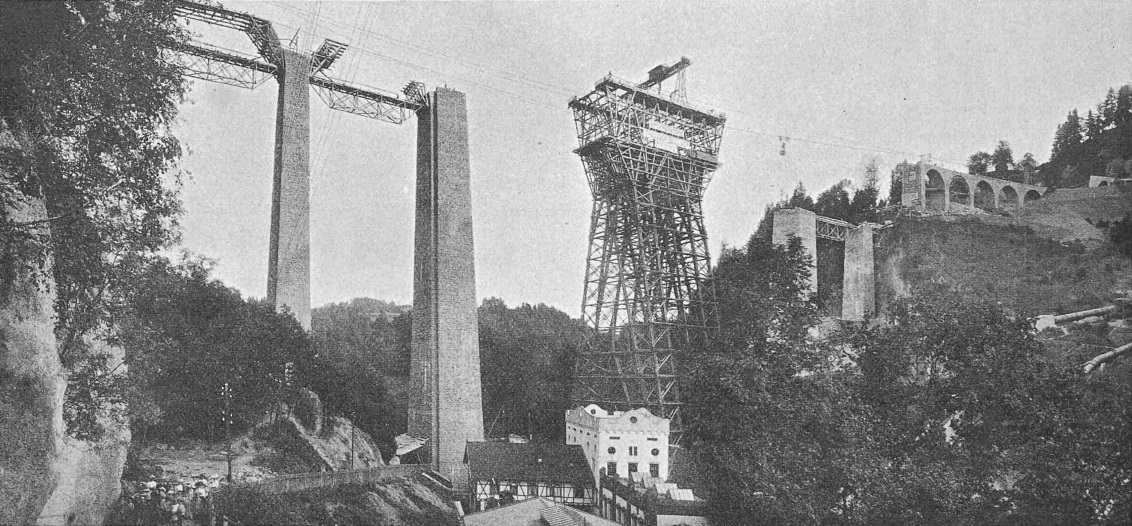
Stand der Arbeiten im August 1909, Über das Sittertobel führen zwei etwa 450 Meter lange Materialseilbahnen.
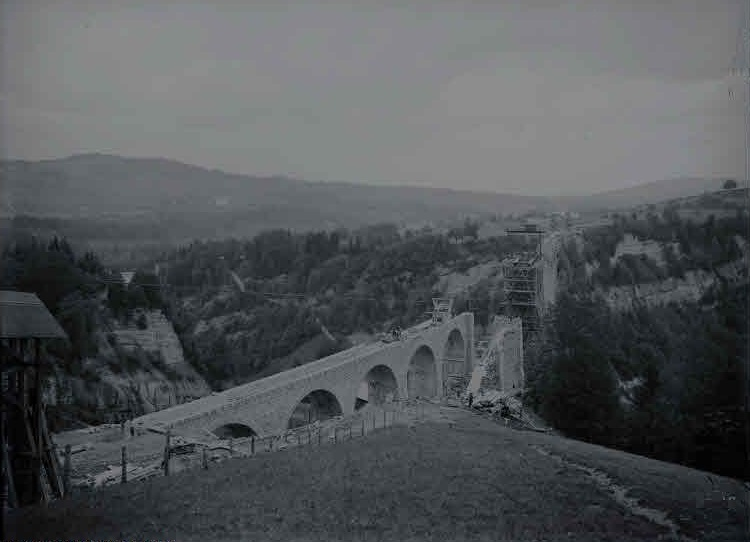
Stand der Arbeiten im Oktober 1909 an den Pfeilern auf der Seite Herisau.
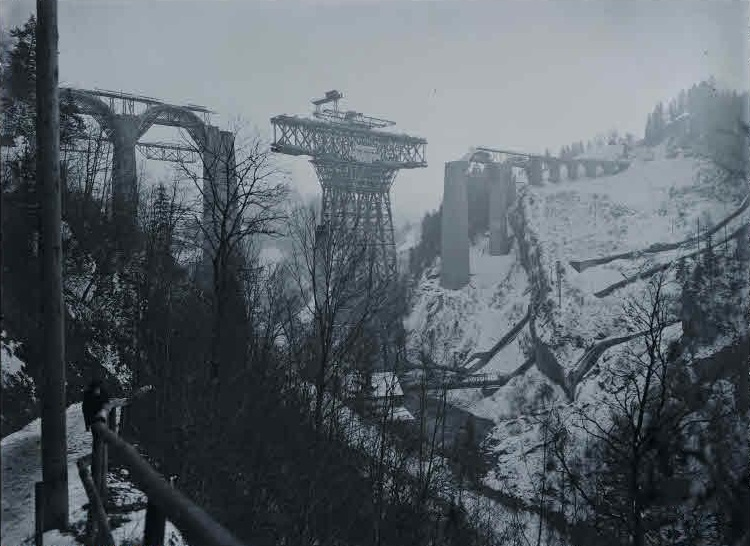
Im Januar 1910 wurde auf dem Gerüst der 120 Meter lange und 920 Tonnen schwere stählerne Mittelteil montiert.
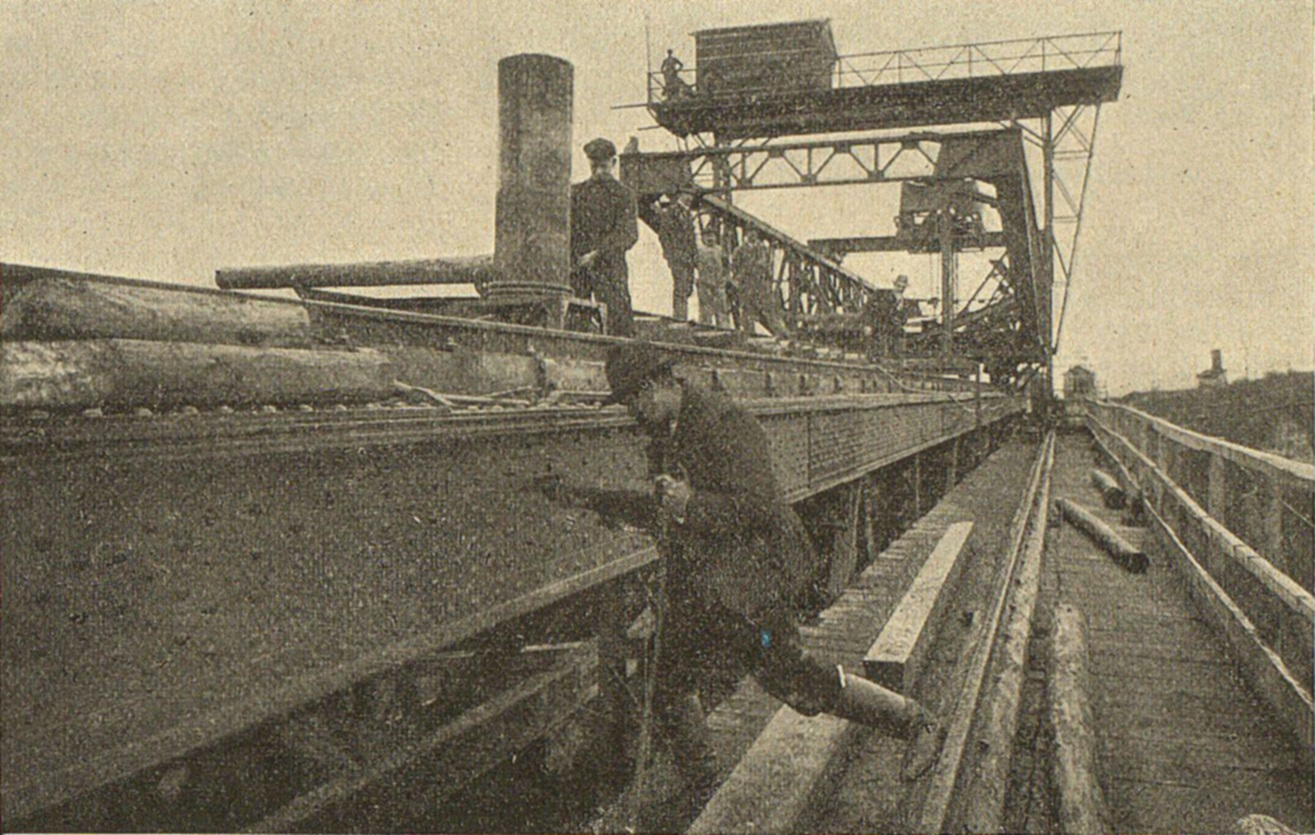
Nietarbeiten am stählernen Mittelteil auf nahezu 100 Metern Höhe.
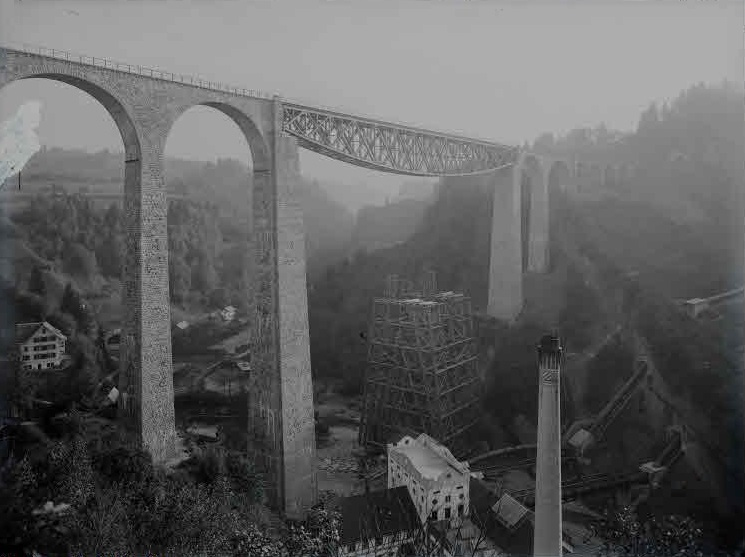
Im Herbst 1910 wurde der Gerüstturm, der zur Montage des Mittelteils verwendet wurde, abgebaut.

## Umbauten

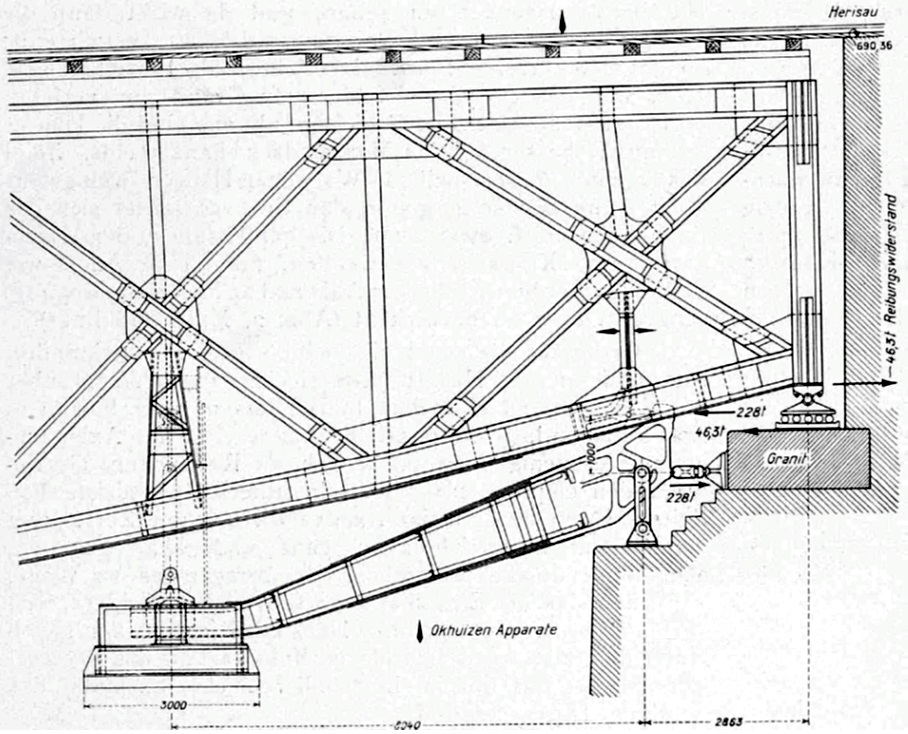
Gewichthebel auf der Seite Herisau zur Entlastung der beiden Widerlagerpfeiler.

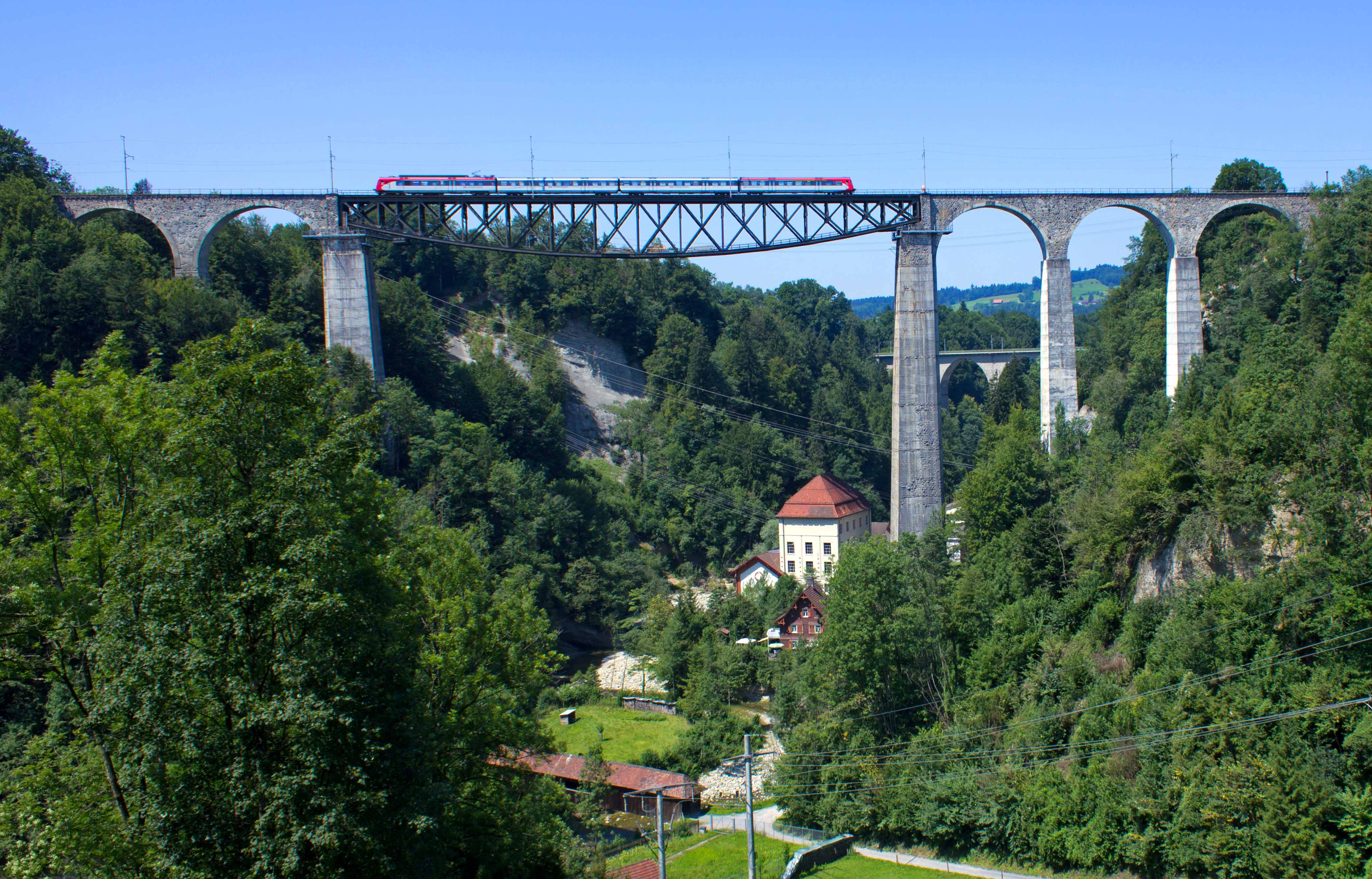
Seit 1931 verkehren Elektrolokomotiven und -triebwagen über den Sitterviadukt, wie hier ein NPZ der SBB im Jahr 2012.

Bald nach der Betriebsaufnahme zeigten sich an zwei Gewölbescheiteln deutlich wahrnehmbare Einsenkungen. An den Gewölben und den 90 und 60 Meter hohen Widerlagerpfeilern bildeten sich Risse. Diese beiden Pfeiler neigten sich bis 270 Millimeter gegeneinander. Zur Stabilisierung des Bauwerks wurde in den Jahren 1920 bis 1922 eine heute noch wirksame Verspannungsvorrichtung eingebaut, wie sie sich bereits bei der Rheinbrücke Eglisau bewährt hatte. Ein Gewichthebel erzeugt einen waagrechten Gegendruck von 2240 Kilo-Newton [kN], um die beiden Pfeiler zu entlasten.
Damit die Bodensee-Toggenburg-Bahn (BT) am 4. Oktober 1931 den elektrischen Betrieb aufnehmen konnte, mussten auf dem Viadukt mehrere Fahrleitungsmasten montiert werden.
Weil für die Fahrbahn ein wasserdichter Schottertrog fehlte, bewirkte eindringendes Wasser Frostschäden. In den 1970er-Jahren baute die BT über den Steingewölbebrücken einen Schottertrog aus Stahlbeton mit einer darüber liegenden Feuchtigkeitsisolation ein. Die seit der Mitte des 20. Jahrhunderts zunehmend schwerer werdenden Züge machten eine Verstärkung des Fachwerkträgers notwendig. Da der Bahnbetrieb aufrechterhalten werden musste, erstreckten sich die Verstärkungsarbeiten über die Jahre 1978 bis 1982. In dieser Zeit wurde ebenfalls ein kompletter Neuanstrich ausgeführt. Mit dem Einbau einer elastischen Gleisbefestigung konnte der Lärm der über den Viadukt fahrenden Züge reduziert werden. Weil sich der Schrattenkalk aus Hohenems für Pfeiler und Stirnmauern als zu wenig frostbeständig erwies, wurden die Hauptpfeiler mit einem Betonmantel versehen.